# Coupe nationale de rugby à XV 1937-1938
Navigation
Coupe nationale 1936-1937 Coupe nationale 1938-1939
L'édition 1937-1938 de la coupe nationale est la 2e édition de la Coupe nationale.

## Tableau final
|  | Quarts de finale         | Quarts de finale        | Quarts de finale          | Quarts de finale       |                  |                  | Demi-finales         | Demi-finales         | Demi-finales         | Demi-finales         |  |  | Finale                 | Finale                 | Finale                 | Finale                 |
|  |                          |                         |                           |                        |                  |                  |                      |                      |                      |                      |  |  |                        |                        |                        |                        |
|  | 2 janvier 1938, Tarbes   | 2 janvier 1938, Tarbes  | 2 janvier 1938, Tarbes    | 2 janvier 1938, Tarbes |                  |                  | 13 février 1938, Pau | 13 février 1938, Pau | 13 février 1938, Pau | 13 février 1938, Pau |  |  | 27 février 1938, Paris | 27 février 1938, Paris | 27 février 1938, Paris | 27 février 1938, Paris |
|  | 2 janvier 1938, Tarbes   | 2 janvier 1938, Tarbes  | 2 janvier 1938, Tarbes    | 2 janvier 1938, Tarbes |                  |                  | 13 février 1938, Pau | 13 février 1938, Pau | 13 février 1938, Pau | 13 février 1938, Pau |  |  | 27 février 1938, Paris | 27 février 1938, Paris | 27 février 1938, Paris | 27 février 1938, Paris |
|  | Pyrénées-Bigorre         | Pyrénées-Bigorre        | 9                         | 9                      |                  |                  | 13 février 1938, Pau | 13 février 1938, Pau | 13 février 1938, Pau | 13 février 1938, Pau |  |  | 27 février 1938, Paris | 27 février 1938, Paris | 27 février 1938, Paris | 27 février 1938, Paris |
|  | Pyrénées-Bigorre         | Pyrénées-Bigorre        | 9                         | 9                      |                  |                  | 13 février 1938, Pau | 13 février 1938, Pau | 13 février 1938, Pau | 13 février 1938, Pau |  |  | 27 février 1938, Paris | 27 février 1938, Paris | 27 février 1938, Paris | 27 février 1938, Paris |
|  | Lyonnais-Bourgogne       | Lyonnais-Bourgogne      | 3                         | 3                      |                  |                  | 13 février 1938, Pau | 13 février 1938, Pau | 13 février 1938, Pau | 13 février 1938, Pau |  |  | 27 février 1938, Paris | 27 février 1938, Paris | 27 février 1938, Paris | 27 février 1938, Paris |
|  | Lyonnais-Bourgogne       | Lyonnais-Bourgogne      | 3                         | 3                      | Pyrénées-Bigorre | Pyrénées-Bigorre | 5                    | 5                    |                      |                      |  |  | 27 février 1938, Paris | 27 février 1938, Paris | 27 février 1938, Paris | 27 février 1938, Paris |
|  | 2 janvier 1938, Narbonne |                         |                           |                        | Pyrénées-Bigorre | Pyrénées-Bigorre | 5                    | 5                    |                      |                      |  |  | 27 février 1938, Paris | 27 février 1938, Paris | 27 février 1938, Paris | 27 février 1938, Paris |
|  |                          |                         | Languedoc-Roussillon      | Languedoc-Roussillon   | 0                | 0                |                      |                      |                      |                      |  |  | 27 février 1938, Paris | 27 février 1938, Paris | 27 février 1938, Paris | 27 février 1938, Paris |
|  | Languedoc-Roussillon     | Languedoc-Roussillon    | Languedoc-Roussillon      | Languedoc-Roussillon   | 0                | 0                | 8                    | 8                    |                      |                      |  |  | 27 février 1938, Paris | 27 février 1938, Paris | 27 février 1938, Paris | 27 février 1938, Paris |
|  | Languedoc-Roussillon     | Languedoc-Roussillon    | 30 janvier 1938, Bordeaux |                        |                  |                  | 8                    | 8                    |                      |                      |  |  | 27 février 1938, Paris | 27 février 1938, Paris | 27 février 1938, Paris | 27 février 1938, Paris |
|  | Centre                   | Centre                  | 6                         | 6                      |                  |                  |                      |                      |                      |                      |  |  | 27 février 1938, Paris | 27 février 1938, Paris | 27 février 1938, Paris | 27 février 1938, Paris |
|  | Centre                   | Centre                  | 6                         | 6                      | Pyrénées-Bigorre | Pyrénées-Bigorre | 14                   | 14                   |                      |                      |  |  |                        |                        |                        |                        |
|  | 16 janvier 1938, Avignon |                         |                           |                        | Pyrénées-Bigorre | Pyrénées-Bigorre | 14                   | 14                   |                      |                      |  |  |                        |                        |                        |                        |
|  |                          |                         | Côte basque               | Côte basque            | 10               | 10               |                      |                      |                      |                      |  |  |                        |                        |                        |                        |
|  | Côte basque              | Côte basque             | Côte basque               | Côte basque            | 10               | 10               | 12                   | 12                   |                      |                      |  |  |                        |                        |                        |                        |
|  | Côte basque              | Côte basque             |                           |                        |                  |                  |                      |                      |                      |                      |  |  |                        |                        |                        |                        |
|  | Alpes-Littoral-Provence  | Alpes-Littoral-Provence | 6                         | 6                      |                  |                  |                      |                      |                      |                      |  |  |                        |                        |                        |                        |
|  | Alpes-Littoral-Provence  | Alpes-Littoral-Provence | 6                         | 6                      | Côte basque      | Côte basque      | 3                    | 3                    |                      |                      |  |  |                        |                        |                        |                        |
|  | 2 janvier 1938, Nantes   |                         |                           |                        | Côte basque      | Côte basque      | 3                    | 3                    |                      |                      |  |  |                        |                        |                        |                        |
|  |                          |                         | Guyenne-Gascogne          | Guyenne-Gascogne       | 3                | 3                |                      |                      |                      |                      |  |  |                        |                        |                        |                        |
|  | Guyenne-Gascogne         | Guyenne-Gascogne        | Guyenne-Gascogne          | Guyenne-Gascogne       | 3                | 3                | 10                   | 10                   |                      |                      |  |  |                        |                        |                        |                        |
|  | Guyenne-Gascogne         | Guyenne-Gascogne        |                           |                        |                  |                  |                      | 10                   |                      |                      |  |  |                        |                        |                        |                        |
|  | Paris-Atlantique         | Paris-Atlantique        | 8                         | 8                      |                  |                  |                      |                      |                      |                      |  |  |                        |                        |                        |                        |
|  | Paris-Atlantique         | Paris-Atlantique        | 8                         | 8                      |                  |                  |                      |                      |                      |                      |  |  |                        |                        |                        |                        |
|  |                          |                         |                           |                        |                  |                  |                      |                      |                      |                      |  |  |                        |                        |                        |                        |

## Finale
| 27 février 1938 | Pyrénées-Bigorre | 14 - 10, (8 - 5) | Côte basque | Parc des Princes, Paris |
| 27 février 1938 |                  |                  |             | Parc des Princes, Paris |
| 27 février 1938 |                  |                  |             | Parc des Princes, Paris |

| Pyrénées-Bigorre Titulaires Robert Narp 15 Abadie 14 Louis Dattas 13 Georges Libaros 12 Robert Tourte 11 Pierre Gaussens 10 Peyrelade 9 Henri Clarac 8 Barthere 7 Davant 6 Antonin Delque 5 Émile Fabre 4 Marcel Laurent 3 Brandam 2 François Méret 1 |  |  |  | Côte basque Titulaires 15 Courtade 14 Michel Sorondo 13 Félix Bergèse 12 Dehez 11 Maurice Celhay 10 Edmond Élissalde 9 Michel Capendeguy 8 Legay 7 Gabriel Bourtayre 6 Suares 5 Étienne Ithurra 4 Jean-Baptiste Lefort 3 Francis Daguerre 2 Édouard Ainciart 1 Pierre Daulouède Entraîneur Abel Guichemerre |